# Luzerner Laufhund
Der Luzerner Laufhund gehört zur Rasse Schweizer Laufhund. Diese ist eine von der FCI anerkannte schweizerische Hunderasse (FCI-Gruppe 6, Sektion 1.2, Standard Nr. 59).
Wie alle Laufhunde ist er ein direkter Nachfahre der Jagdhunde, die ursprünglich den Kelten zugeschrieben werden und Mittelalter als jagdliche Meutehunde des Adels geführt wurden. Sein Name verweist nicht auf die Herkunft aus dem Kanton Luzern. In der Tat war es ein St. Galler Halter, der bei der Erstellung der Rassestandards im vorletzten Jahrhundert mit Hunden, die er eher zufällig im Kanton Luzern kaufte, zugegen war. Engagierte Züchter, wie zum Beispiel die Gebrüder Wunderli aus Zürich, verhalfen dem Luzerner Laufhund zu seiner endgültigen Form. Die Festigung dieser Rasse gelang auch, weil sie sich seinerzeit einer grossen Beliebtheit in den Bergkantonen erfreute. Die spezielle Färbung, 'blau' mit schwarzen Platten, kannte man schon im Mittelalter bei den Jagdhunden aus der Gascogne, welche diese vermutlich wiederum den dunklen Hubertushunden verdanken. Er zählt zu den vier Schweizer Laufhunden (Chiens courants suisse, Swiss Hounds, Sabueso Suizos), die von der FCI unter einem Rassestandard zusammengefasst wurden, aber bei Ausstellungen separat bewertet werden. Die weiteren Varietäten der Rasse sind:
- Berner Laufhund
- Jura Laufhund
- Schwyzer Laufhund

## Kurzbeschreibung
- Widerristhöhe bis 59 cm.
- Die Ohren sind weit hinten angesetzt, sehr groß, schwer, gefaltet und gedreht.
- Haar: Kurze, derbe und dicht, stockhaarig
- Farbe: blau, aus einer Verbindung von schwarzen und weißen Haaren, sehr stark gesprenkelt, mit schwarzen Flecken oder einem schwarzen Sattel

## Verwendung
Meutehund, Jagdhund, Begleithund